# 1958 v letectví
Tento článek obsahuje seznam událostí souvisejících s letectvím, které proběhly roku 1958.

## Události

### Leden
- 14. ledna – Qantas se stává první zahraniční leteckou společností s povolením létat přes Spojené státy americké

### Květen
- 16. května – Kapitán W. W. Irwin ustanovuje nový rychlostní rekord na 2 259 km/h v letounu F-104 Starfighter, první rekord vyšší než 2 000 km/h.

## První lety
- Tupolev Tu-116

### Leden
- 19. ledna – Fuji T-1
- 20. ledna – Nord 3400
- 31. ledna – North American T-2 Buckeye

### Únor
- 25. února – Doak VZ-4

### Březen
- Aerfer Ariete
- 5. března – Jakovlev Jak-28
- 15. března – Antonov An-14
- 25. března – Avro Canada CF-105 Arrow
- 27. března – Aerfer Ariete

### Duben
- 12. dubna – Fairchild F-27
- 22. dubna – Boeing CH-46 Sea Knight
- 30. dubna – Blackburn Buccaneer, XK 486

### Květen
- 12. května – Dassault Mirage III
- 12. května – Morane-Saulnier Épervier
- 27. května – McDonnell XF4H-1

### Červen
- 2. června – Vought XF8U-3 Crusader III
- 5. června – Sud Aviation SE-116 Voltigeur
- 9. června – Agusta AZ8-L[1]
- 20. června – Westland Wessex

### Červenec
- vzducholoď ZPG-3W
- 20. července – Bristol Belvedere
- 30. července – de Havilland Canada DHC-4 Caribou, CF-KTK-X

### Srpen
- 31. srpna – North American A3J-1 Vigilante

### Listopad
- Adams-Wilson Hobbycopter

### Prosinec
- 4. prosince – Baade B-152V1, prototyp východoněmeckého proudového dopravného letounu
- 25. prosince – Suchoj T-47-8 (prototyp letounu Suchoj Su-11)